# Jerzy Radziwiłł (1556-1600)
Jerzy Radziwiłł, (en belarús: Юры Радзівіл, en lituà Jurgis Radvila; Lukiszki, 31 de maig de 1556 – Roma, 21 de gener de 1600), va ser un cardenal polonès-lituà, príncep del Sacre Imperi Romanogermànic, duc de Siewierz, polític i un gran autor de la Contrareforma Catòlica .

## Biografia
Membre de la família Radziwiłł, pertanyent a la szlachta polonesa, era el fill de Mikołaj Czarny Radziwiłł i Elżbieta Szydłowiecka.
Educat en la fe calvinista, Radziwiłł va estudiar a la Universitat de Leipzig. El 1572 es va convertir al catolicisme i va començar a forjar relacions amb la Companyia de Jesús. Va estudiar a les escoles de jesuïtes de Poznań, Vílnius i Roma. Tot i que va ser ordenat i elevat al cardenalat en 1583, Radziwill va començar el seu mandat com a bisbe de Vílnius ja en 1579. Va fundar el seminari a Vílnius i va treballar per aconseguir l'estatut d'universitat al Col·legi jesuïta de la ciutat. El 1591 es va convertir en bisbe de Cracòvia.
Radziwill també va participar en la vida política: administrà el Ducat de Livònia a partir 1582 a 1585, va participar en l'elecció del rei Segimon III Vasa i es va convertir en un assessor de confiança, posar el tercer Estatut de Lituània (1588) i la Unió de Brest (1596).
En arribar a Roma amb motiu del Jubileu de 1600, inesperadament va caure malalt i va morir el 21 de gener a l'edat de 43 anys: el dia abans de la mort havia estat visitat pel papa Climent VIII. Va ser enterrat a l'Església del Gesù.

## Conclaves
Durant el seu temps com a cardenal, Jerzy Radziwiłł va participar en els següents conclaves:
- conclave de 1591, que va triar el papa Innocenci IX
- conclave de 1592, que va triar el papa Climent VIII

No va participar en canvi, als conclaves de 1585, que va triar el Papa Sixt V, del de setembre de 1590, que va triar Papa Urbà VII i el d'octubre a desembre de 1590, que va triar papa Gregori XIV.